# David Lee Thompson
David Lee Thompson (* 1951 in Fargo, North Dakota) ist ein US-amerikanischer Bildhauer, Assemblage-Künstler und Dichter.

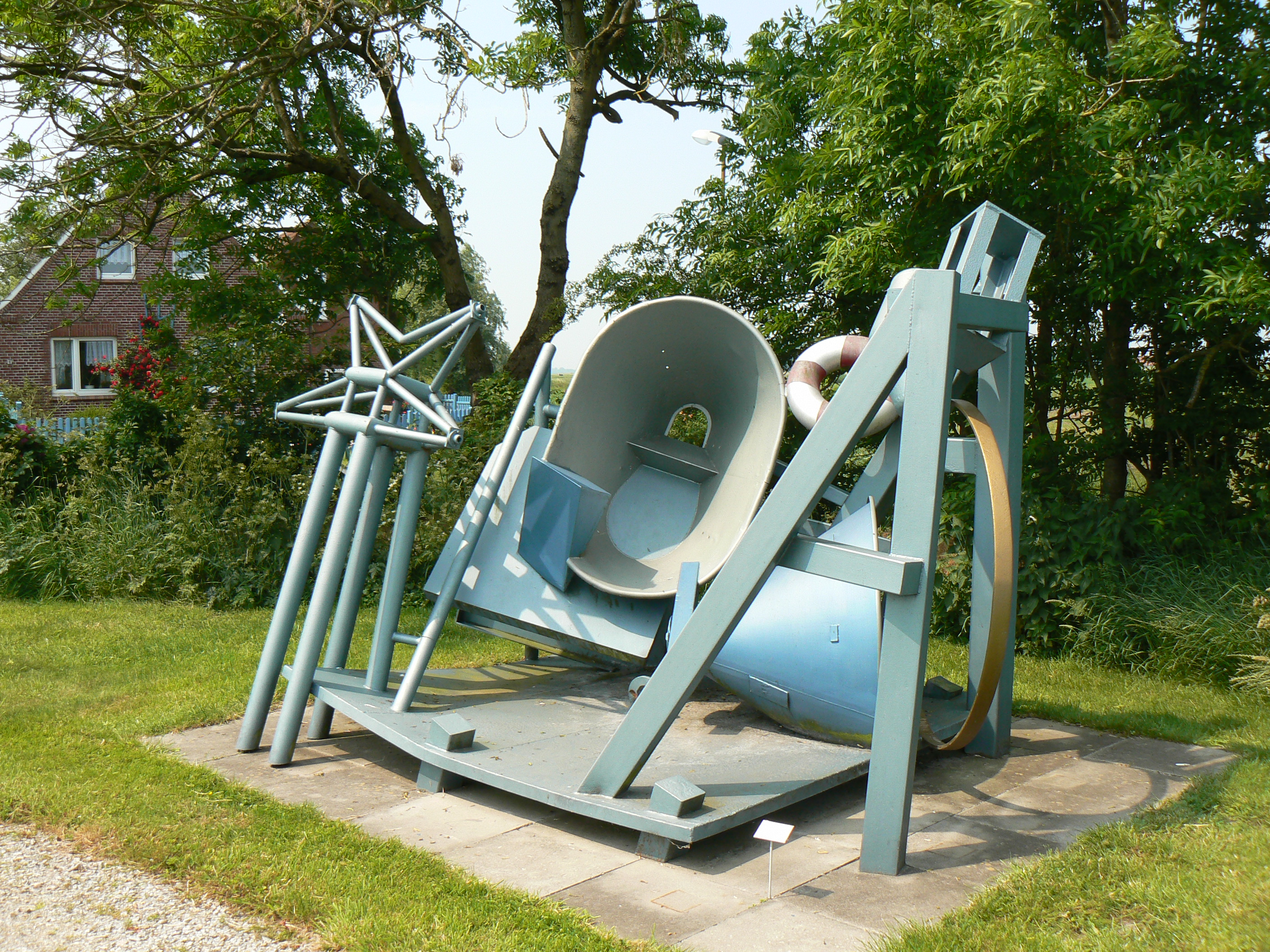
In the eye of the hurricane (1990) Skulpturengarten-Funnix

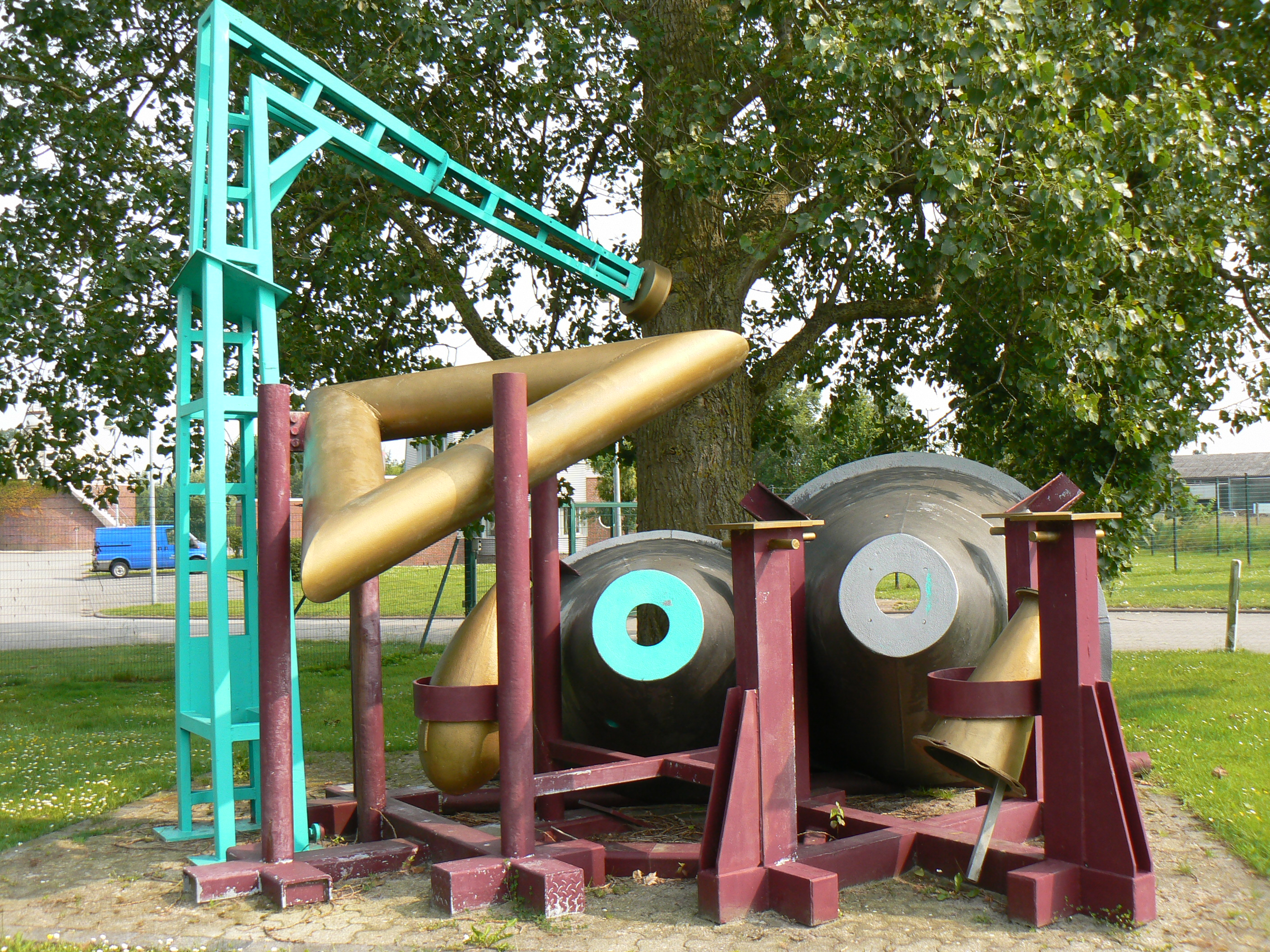
Madonna auf der Werft (1994) Stadt Wittmund/Ostfriesland

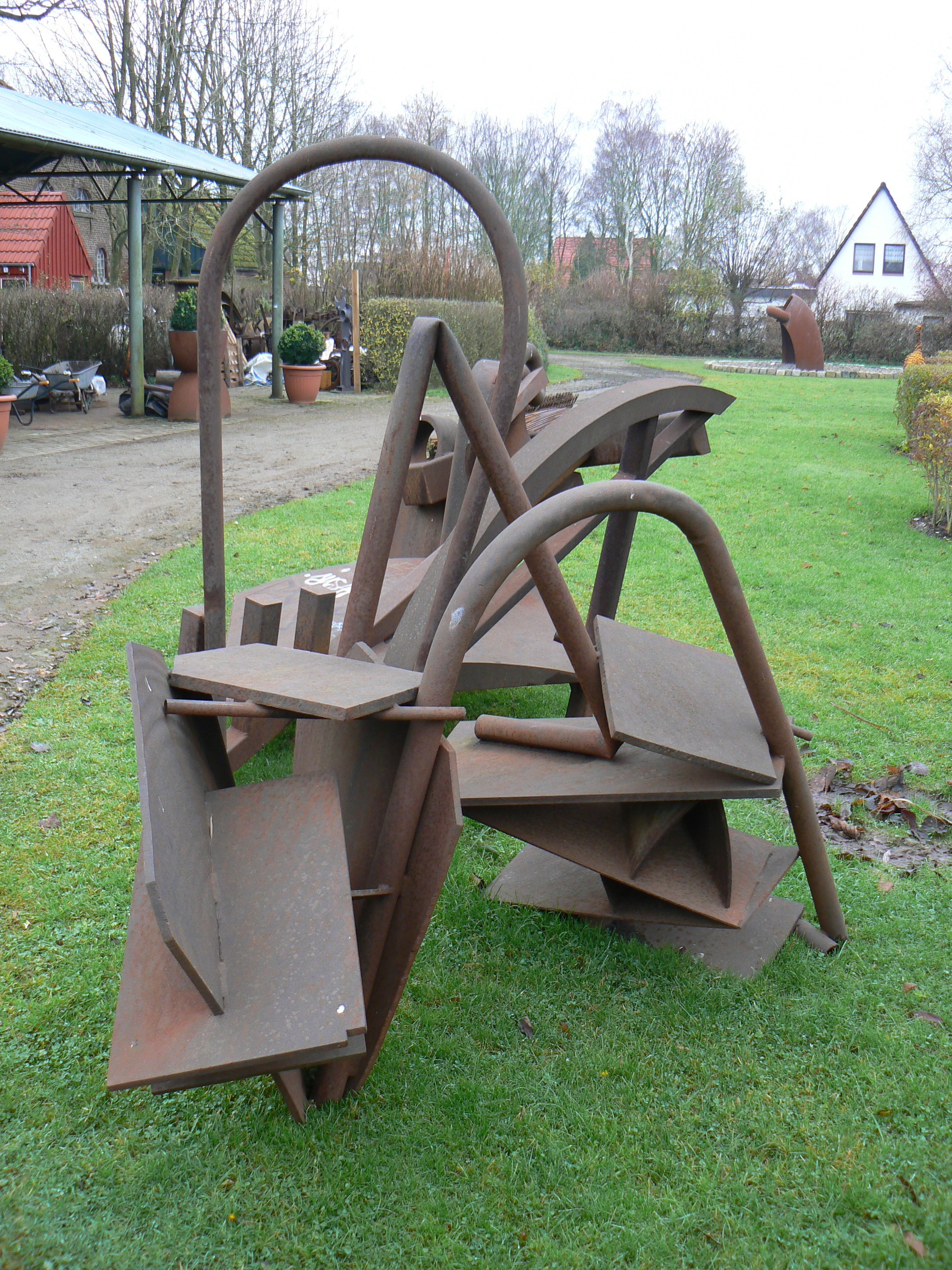
Skulpturengarten-Funnix

## Leben
Thompson wuchs auf in Devils Lake, North Dakota. Von 1969 bis 1975 besuchte er Moorhead State College in Minnesota (BA Sculpture bei Lyle Laske 1975). Er arbeitete 1975 als Assistent bei Phillip MacCracken on Guerness Island in Washington.
Seine künstlerische Bildung verfolgte er bis 1977 an der Cornell University College of Fine Arts in Ithaca, New York
(Master of Fine Arts - Sculpture bei Jason Seley 1977).
Seit 1977 lebt Thompson in Berlin und studierte er von 1979 bis 1983 an der Hochschule der Künste Berlin bei David Evison und Phillip King (Gastprofessor und einer der bekanntesten Studenten von Anthony Caro). 1983 folgt seine Ernennung zum Meisterschüler.

## Arbeit
1982 gründete er mit fünf Studienkollegen (Klaus Duschat, Klaus H. Hartmann, Gisela von Bruchhausen, Hartmut Stielow und Gustav Reinhardt) die Bildhauergruppe ODIOUS. Viele Jahre lang betrieben die Sechs ein gemeinsames Atelier und fanden sich immer wieder zu kollektiven Ausstellungen zusammen.
Thompson arbeitet mit Stahl und Eisen, aber zunehmend konfrontierte er die spezifischen Eigenschaften des Stahls mit anderen (Gebraucht)Materialien wie Glas, Gummi, Stein oder auch Plastik in ihrer ursprünglichen Farben. Das gibt den Skulptur/Installation eine spielerische Leichtigkeit: Dada, Surrealismus und Pop-Art.
Das Grundvokabular der einzelnen Montageelemente ist ein geometrisches, oder lässt sich geometrisierend ableiten. Ein Hang zu schräger Asymmetrie bei oft äußerst komplexen Verschachtelungen der schweren Volumen ist dabei für ihn kennzeichnend. Entgegen allen realen physikalischen Gegebenheiten wirken die Skulpturen und nunmehr auch Skulpturenensembles letztendlich doch stets verblüffend leicht und heiter beschwingt.
2008 ist Thompson wieder in die Vereinigten Staaten zurückgekehrt. Er lebt und arbeitet in Boston.

## Ausstellungen und Symposien (Auswahl)
- 1984: "Amerikanische Künstler in Berlin", Amerika-Haus Berlin, Berlin
- 1984: "Rooted in North Dakota", Museum of Art, Grand Forks/North Dakota/USA
- 1984: "Presencias Plurales" Workshop, Madrid/Spanien
- 1987: "All India" Workshop, New Delhi/India mit Klaus Duschat
- 1988: Rupertinum, Salzburg
- 1988: Galerie im Körnerpark, Berlin
- 1988: Kunsthalle Mannheim, Mannheim
- 1989: Stadtgalerie Saarbrücken, Saarbrücken
- 1989: Museum Bochum, Bochum
- 1990: 3. Ostfriesisches Bildhauer-Symposion, Stadt Wittmund mit u. a. Klaus Duschat, Cornelia Weihe und Leonard Wübbena (Leiter)
- 1991: Internationale Skulpturenausstellung Berlin-Schöneberg, Rudolf-Wilde Park mit u. a. Hartmut Stielow
- 1992: Galerie im Bewag, Berlin
- 1993: Stahlplastik in Deutschland, Staatliche Galerie Moritzburg Halle/Saale mit u. a. Bernhard Heiliger, Werner Pokorny, Michael Hischer, Heinz-Günter Prager und Wilfried Hagebölling
- 1994: 4.Ostfriesisches/2.Wittmunder Bildhauer-Symposion, Stadt Wittmund mit u. a. Wilfried Hagebölling, Bernhard Luginbühl, Werner Pokorny und Leonard Wübbena (Leiter)
- 1997: "Sechs Plätze - Sechs Bildhauer", Stadt Schorndorf mit Werner Pokorny, Siegfried Pietrusky und Hans Michael Franke
- 1998: Kunsthaus Gahlberg-Strodehne, Potsdam
- 1999: Kunstverein Springhornhof Neuenkirchen in der Lüneburger Heide, Neuenkirchen
- 2000: Kulturstiftung Langenhagen e. V., 99 Standpunkte, In the eye of the hurricane

## Sammlungen
- Herbert F. Johnson Museum of Art, Ithaca/New York/USA
- Berlinische Galerie, Berlin
- Vivantes Kunstsammlung, Berlin
- Lalit Kala National Academy of Art, New Delhi/India
- Sammlung Wübbena, Funnix/Ostfriesland
- Privatsammlungen in Deutschland und in den USA